# Милош Поповић (књижевник)
Милош Поповић (Нови Сад, 1820 − Београд, 27. јул 1879) био је српски књижевник, уредник Српских новина, Видовдана и Подунавке.
Милош је рођени брат Ђури Даничићу.
Прешао је у Србију на Три Јерарха (30. јануара 1843). И 1. марта те 1843. године постављен је за уредника Српксих Новина (службени лист српске владе), које је уређивао све до године 1860. Уза Српске Новине, Поповић је уређивао и књижевни лист Подунавку, а и лист Der Serbe на немачком језику.
На Цвети 1861. Поповић покрене лист Видов Дан, и уређивао га је до 15. априла 1876, а тада је издао последњи му број.